# Katastrofa górnicza w Hawierzowie
Katastrofa górnicza w Hawierzowie – katastrofa górnicza, która miała miejsce 7 lipca 1961 roku w kopalni Dukla w czechosłowackim Hawierzowie. W jej wyniku zginęło 108 górników, co czyni ją największą katastrofą górniczą w historii Czechosłowacji oraz dzisiejszych Czech.
Kopalnia Dukla została założona w 1907 roku. W latach 60. XX wieku wydobywała ok. 1 milion ton węgla rocznie. W dniu katastrofy, na popołudniowej zmianie w kopalni Dukla pracowało łącznie 338 górników. O godzinie 16:15 pracownicy zaczęli informować zarząd kopalni o zapachu dymu, który był wyczuwalny na poziomie trzecim. Jak się okazało, w ogniu stanął przenośnik taśmowy oraz jego drewniana obudowa. Pożar zaczął się szybko rozprzestrzeniać, a wytwarzające się gazy i dymy przedostawały się do innych pokładów. Pierwsi ratownicy wyruszyli do kopalni po godzinie 17:00. Pomimo pożaru, z obawy, że nie zostanie wykonana dzienna norma, zarząd kopalni zdecydował, by nie przerywać pracy. Dopiero po kolejnych raportach od ratowników, o 18:55, podjęto decyzję o ewakuacji całej kopalni. Po ewakuacji doliczono się, że brakuje 108 górników. Do akcji ratowniczej sprowadzono łącznie ponad 1000 osób – strażaków, milicjantów oraz przedstawicieli obrony cywilnej. Pożar ugaszono dwa dni później, wówczas odnaleziono zwłoki 108 poszukiwanych górników, jednak usuwanie skutków pożaru oraz wydobywanie zwłok trwało ponad miesiąc. W 2007 roku kopalnia zakończyła wydobycie, a rok później została zlikwidowana. 
W 2018 roku miała miejsce premiera filmu Dukla 61, w którym przedstawiono losy górników pracujących feralnego dnia w kopalni Dukla.